# Servicio de valor agregado
Un servicio de valor agregado (SVA) es un término popular en la industria de las telecomunicaciones, es utilizado para describir los servicios no básicos, es decir, para todos los servicios más allá de llamadas de voz estándar y transmisiones de fax. Sin embargo, se puede utilizar en cualquier industria de servicios, para aquellos servicios disponibles a bajo costo o sin costo, que existen con el objetivo de promover el negocio principal. 
En la industria de las telecomunicaciones los SVA adicionan valor a la oferta de servicios estándar, estimulando a los suscriptores a usar más su teléfono y permitiendo que el operador aumente su ingreso promedio por usuario. En el caso de los teléfonos móviles, tecnologías como SMS, MMS y acceso a datos solían considerarse históricamente servicios de valor añadido, pero en los últimos años los SMS, MMS y acceso a datos se han convertido cada vez más en servicios básicos y, por lo tanto, las ofertas de SVA han comenzado a excluir esos servicios.

## SVAs como estrategia
A partir de la digitalización, la penetración global de los dispositivos móviles inteligentes, la creación de redes de datos de alta velocidad (3G, 4G y 5G) y las presiones gubernamentales para disminuir los precios, se considera que los servicios de telefonía e internet, móvil y fija son bienes (o servicios) homogéneos.  A partir de ese momento las empresas proveedoras de red han utilizado los SVA para diferenciarse de la competencia y generar barreras a la salida (aumentando el costo de sustitución).

## Partes de un modelo de SVAs
Existen distintos involucrados en un modelo típico de comercialización de servicios de valor agregado, los cuales se listan a continuación:
- Intermediario o Distribuidor: Es la entidad encargada de hacer la integración entre los Proveedores de Telecomunicaciones y los proveedores de los SVA
- Proveedores de Servicios de Valor Agregado: Son las empresas que fabrican, entregan o efectúan el producto/servicio al usuario final.
- Suscriptor. Es el apoderado legal de un servicio, en el caso de las telecomunicaciones el apoderado de la línea telefónica
- Proveedor de red: Es la empresa de telecomunicaciones que da el servicio telefónico

## Clasificación de SVAs
Los SVA móviles se pueden clasificar en:
- SVA de Comportamiento del consumidor
- SVA de red
- SVA empresariales

## SVAM
También se puede hacer una distinción entre contenido estándar (peer-to-peer) y contenido de pago premium. Estos se denominan servicios móviles de valor agregado (SVAM), que a menudo se denominan simplemente SVA.
Los servicios de valor agregado son suministrados internamente por el propio operador de red móvil o por un proveedor de servicios de valor agregado externo, también conocido como proveedor de contenido, como es el caso de All Headline News o Reuters.
Los proveedores de servicios de valor agregado generalmente se conectan al operador mediante protocolos como el protocolo punto a punto de mensajes cortos, que se conecta directamente al centro de servicio de mensajes cortos o a una puerta de enlace de mensajería que brinda al operador un mejor control del contenido. 

## Principales servicios de valor agregado
- Transmisión en vivo (streaming)
- Servicios basados en la localización
- Alertas de llamadas perdidas y buzón de voz
- La publicidad móvil
- Servicios basados en dinero móvil y comercio móvil
- Servicios de TV móvil y OTT
- Tonos de llamada
- Juego en línea
- Tono de devolución de llamada (RBT y RRBT)
- Servicios premium de chat y citas por SMS
- Servicios de infoentretenimiento
- Descargas de contenido WAP